# Lista över fornlämningar i Gotlands kommun (Ardre)
Lista över fornlämningar i Gotlands kommun (Ardre) är en förteckning av ett urval av de fornlämningar som finns i Ardre i Gotlands kommun.
| Namn                                 | Lämningstyp                      | Tillkomsttid | Historisk indelning | Plats | Läge                 | ID-nr          | Bild                                      |
| ------------------------------------ | -------------------------------- | ------------ | ------------------- | ----- | -------------------- | -------------- | ----------------------------------------- |
| Ardre 1:1                            | Fornborg                         |              | Ardre, Gotland      |       | 57.331768, 18.700400 | 10089700010001 | Ladda upp en bild av detta fornminne      |
| Ardre 1:2                            | Grav markerad av sten/block      |              | Ardre, Gotland      |       | 57.331987, 18.699171 | 10089700010002 | Ladda upp en bild av detta fornminne      |
| Ardre 1:3                            | Grav markerad av sten/block      |              | Ardre, Gotland      |       | 57.332651, 18.699352 | 10089700010003 | Ladda upp en bild av detta fornminne      |
| Ardre 2:1                            | Hällristning                     |              | Ardre, Gotland      |       | 57.323980, 18.692365 | 11100000000303 | Ladda upp en bild av detta fornminne      |
| Ardre 3:1                            | Gravfält                         |              | Ardre, Gotland      |       | 57.383258, 18.688605 | 10089700030001 | Ladda upp en bild av detta fornminne      |
| Ardre 4:1                            | Stensättning                     |              | Ardre, Gotland      |       | 57.379598, 18.695126 | 10089700040001 | Ladda upp en bild av detta fornminne      |
| Ardre 4:2                            | Stensättning                     |              | Ardre, Gotland      |       | 57.379464, 18.695386 | 10089700040002 | Ladda upp en bild av detta fornminne      |
| Ardre 4:3                            | Stensättning                     |              | Ardre, Gotland      |       | 57.379383, 18.695362 | 10089700040003 | Ladda upp en bild av detta fornminne      |
| Ardre 5:1                            | Borg                             |              | Ardre, Gotland      |       | 57.379280, 18.695481 | 10089700050001 | Ladda upp en bild av detta fornminne      |
| Kapungsslott (Ardre 6:1)             | Fornborg                         |              | Ardre, Gotland      |       | 57.360572, 18.711659 | 10089700060001 | Ladda upp en bild av detta fornminne      |
| Ardre 6:2                            | Stensättning                     |              | Ardre, Gotland      |       | 57.360346, 18.711207 | 10089700060002 | Ladda upp en bild av detta fornminne      |
| Ardre 6:3                            | Stensättning                     |              | Ardre, Gotland      |       | 57.360036, 18.711107 | 10089700060003 | Ladda upp en bild av detta fornminne      |
| Ardre 7:1                            | Gravfält                         |              | Ardre, Gotland      |       | 57.371869, 18.710978 | 10089700070001 | Ladda upp en bild av detta fornminne      |
| Ardre 8:1                            | Husgrund, förhistorisk/medeltida |              | Ardre, Gotland      |       | 57.377669, 18.698155 | 10089700080001 | Ladda upp en bild av detta fornminne      |
| Ardre 8:2                            | Husgrund, förhistorisk/medeltida |              | Ardre, Gotland      |       | 57.377294, 18.697082 | 10089700080002 | Ladda upp en bild av detta fornminne      |
| Ardre 9:1                            | Husgrund, förhistorisk/medeltida |              | Ardre, Gotland      |       | 57.374051, 18.708655 | 10089700090001 | Ladda upp en bild av detta fornminne      |
| Ardre 10:1                           | Stensättning                     |              | Ardre, Gotland      |       | 57.356043, 18.712999 | 10089700100001 | Ladda upp en bild av detta fornminne      |
| Ardre 10:2                           | Stensättning                     |              | Ardre, Gotland      |       | 57.355960, 18.713072 | 10089700100002 | Ladda upp en bild av detta fornminne      |
| Ardre 11:1                           | Husgrund, förhistorisk/medeltida |              | Ardre, Gotland      |       | 57.354401, 18.712174 | 10089700110001 | Ladda upp en bild av detta fornminne      |
| Ardre 11:2                           | Husgrund, förhistorisk/medeltida |              | Ardre, Gotland      |       | 57.354538, 18.711659 | 10089700110002 | Ladda upp en bild av detta fornminne      |
| Ardre 12:1                           | Stensättning                     |              | Ardre, Gotland      |       | 57.355883, 18.716718 | 10089700120001 | Ladda upp en bild av detta fornminne      |
| Ardre 12:2                           | Stensättning                     |              | Ardre, Gotland      |       | 57.355851, 18.716977 | 10089700120002 | Ladda upp en bild av detta fornminne      |
| Ardre 13:1                           | Stensättning                     |              | Ardre, Gotland      |       | 57.356823, 18.717021 | 10089700130001 | Ladda upp en bild av detta fornminne      |
| Ardre 13:2                           | Stensättning                     |              | Ardre, Gotland      |       | 57.357231, 18.717249 | 10089700130002 | Ladda upp en bild av detta fornminne      |
| Ardre 13:3                           | Stensättning                     |              | Ardre, Gotland      |       | 57.357270, 18.716297 | 10089700130003 | Ladda upp en bild av detta fornminne      |
| Ardre 14:1                           | Gravfält                         |              | Ardre, Gotland      |       | 57.367294, 18.685236 | 10089700140001 | Ladda upp en bild av detta fornminne      |
| Ardre 15:1                           | Husgrund, förhistorisk/medeltida |              | Ardre, Gotland      |       | 57.366681, 18.679657 | 10089700150001 | Ladda upp en bild av detta fornminne      |
| Ardre 16:1                           | Gravfält                         |              | Ardre, Gotland      |       | 57.365975, 18.660969 | 10089700160001 | Ladda upp en bild av detta fornminne      |
| Ardre 17:1                           | Stensättning                     |              | Ardre, Gotland      |       | 57.371507, 18.663126 | 10089700170001 | Ladda upp en bild av detta fornminne      |
| Ardre 17:2                           | Stensättning                     |              | Ardre, Gotland      |       | 57.371418, 18.663344 | 10089700170002 | Ladda upp en bild av detta fornminne      |
| Ardre 17:3                           | Stensättning                     |              | Ardre, Gotland      |       | 57.371473, 18.663447 | 10089700170003 | Ladda upp en bild av detta fornminne      |
| Ardre 18:1                           | Gravfält                         |              | Ardre, Gotland      |       | 57.356412, 18.723541 | 10089700180001 | Ladda upp en bild av detta fornminne      |
| Ardre 19:1                           | Husgrund, förhistorisk/medeltida |              | Ardre, Gotland      |       | 57.360184, 18.721028 | 10089700190001 | Ladda upp en bild av detta fornminne      |
| Ardre 19:2                           | Husgrund, förhistorisk/medeltida |              | Ardre, Gotland      |       | 57.359743, 18.720993 | 10089700190002 | Ladda upp en bild av detta fornminne      |
| Ardre 20:1                           | Stenkrets                        |              | Ardre, Gotland      |       | 57.360248, 18.733571 | 10089700200001 | Ladda upp en bild av detta fornminne      |
| Ardre 20:2                           | Stensättning                     |              | Ardre, Gotland      |       | 57.360154, 18.733644 | 10089700200002 | Ladda upp en bild av detta fornminne      |
| Ardre 20:3                           | Grav markerad av sten/block      |              | Ardre, Gotland      |       | 57.360082, 18.733584 | 10089700200003 | Ladda upp en bild av detta fornminne      |
| Ardre 21:1                           | Stensättning                     |              | Ardre, Gotland      |       | 57.359220, 18.737449 | 10089700210001 | Ladda upp en bild av detta fornminne      |
| Ardre 22:1                           | Gravfält                         |              | Ardre, Gotland      |       | 57.361648, 18.740459 | 10089700220001 | Ladda upp en bild av detta fornminne      |
| Ardre 23:1                           | Stensättning                     |              | Ardre, Gotland      |       | 57.369422, 18.759530 | 10089700230001 | Ladda upp en bild av detta fornminne      |
| Ardre 23:2                           | Grav markerad av sten/block      |              | Ardre, Gotland      |       | 57.369456, 18.759314 | 10089700230002 | Ladda upp en bild av detta fornminne      |
| Ardre 24:1                           | Grav markerad av sten/block      |              | Ardre, Gotland      |       | 57.372513, 18.759098 | 10089700240001 | Ladda upp en bild av detta fornminne      |
| Ardre 24:2                           | Grav markerad av sten/block      |              | Ardre, Gotland      |       | 57.372566, 18.759053 | 10089700240002 | Ladda upp en bild av detta fornminne      |
| Ardre 24:3                           | Grav markerad av sten/block      |              | Ardre, Gotland      |       | 57.372547, 18.758968 | 10089700240003 | Ladda upp en bild av detta fornminne      |
| Ardre 24:4                           | Stensättning                     |              | Ardre, Gotland      |       | 57.372656, 18.758988 | 10089700240004 | Ladda upp en bild av detta fornminne      |
| Ardre 25:1                           | Stenkrets                        |              | Ardre, Gotland      |       | 57.360574, 18.707255 | 10089700250001 | Ladda upp en bild av detta fornminne      |
| Ardre 25:2                           | Stenkrets                        |              | Ardre, Gotland      |       | 57.360566, 18.706977 | 10089700250002 | Ladda upp en bild av detta fornminne      |
| Ardre 25:4                           | Stensättning                     |              | Ardre, Gotland      |       | 57.360679, 18.706723 | 10089700250004 | Ladda upp en bild av detta fornminne      |
| Nr2: Strandridaregården (Ardre 26:1) | Hällristning                     |              | Ardre, Gotland      |       | 57.323639, 18.713045 | 11100000000351 | Ladda upp en bild av detta fornminne      |
| Ardre 27:1                           | Hällristning                     |              | Ardre, Gotland      |       | 57.383116, 18.699027 | 11100000000352 | Ladda upp en bild av detta fornminne      |
| Ardre 28:1                           | Hällristning                     |              | Ardre, Gotland      |       | 57.374261, 18.705582 | 11100000000353 | Ladda upp en bild av detta fornminne      |
| Ardre 30:1                           | Stensättning                     |              | Ardre, Gotland      |       | 57.375531, 18.749429 | 10089700300001 | Ladda upp en bild av detta fornminne      |
| Ardre 31:1                           | Husgrund, förhistorisk/medeltida |              | Ardre, Gotland      |       | 57.388971, 18.717824 | 10089700310001 | Ladda upp en bild av detta fornminne      |
| Ardre 32:1                           | Grav markerad av sten/block      |              | Ardre, Gotland      |       | 57.354737, 18.738324 | 10089700320001 | Ladda upp en bild av detta fornminne      |
| Ardre 32:2                           | Stensättning                     |              | Ardre, Gotland      |       | 57.354875, 18.738447 | 10089700320002 | Ladda upp en bild av detta fornminne      |
| Ardre 32:3                           | Stensättning                     |              | Ardre, Gotland      |       | 57.354966, 18.738366 | 10089700320003 | Ladda upp en bild av detta fornminne      |
| Ardre 32:4                           | Stensättning                     |              | Ardre, Gotland      |       | 57.355071, 18.738257 | 10089700320004 | Ladda upp en bild av detta fornminne      |
| Ardre 33:1                           | Stensättning                     |              | Ardre, Gotland      |       | 57.371819, 18.660065 | 10089700330001 | Ladda upp en bild av detta fornminne      |
| Ardre 33:2                           | Grav markerad av sten/block      |              | Ardre, Gotland      |       | 57.371679, 18.659864 | 10089700330002 | Ladda upp en bild av detta fornminne      |
| Ardre 34:1                           | Husgrund, förhistorisk/medeltida |              | Ardre, Gotland      |       | 57.372967, 18.696550 | 10089700340001 | Ladda upp en bild av detta fornminne      |
| Ardre 34:2                           | Stensättning                     |              | Ardre, Gotland      |       | 57.372654, 18.696876 | 10089700340002 | Ladda upp en bild av detta fornminne      |
| Ardre 34:3                           | Stensättning                     |              | Ardre, Gotland      |       | 57.373291, 18.696256 | 10089700340003 | Ladda upp en bild av detta fornminne      |
| Gunfiauns kapell (Ardre 35:1)        | Kyrka/kapell                     |              | Ardre, Gotland      |       | 57.366042, 18.688505 | 10089700350001 | Ladda upp en till bild av detta fornminne |
| Ardre 36:1                           | Husgrund, förhistorisk/medeltida |              | Ardre, Gotland      |       | 57.375389, 18.703505 | 10089700360001 | Ladda upp en bild av detta fornminne      |
| Ardre 38:1                           | Gravfält                         |              | Ardre, Gotland      |       | 57.370311, 18.724562 | 10089700380001 | Ladda upp en bild av detta fornminne      |
| Ardre 39:1                           | Stensättning                     |              | Ardre, Gotland      |       | 57.367053, 18.731706 | 10089700390001 | Ladda upp en bild av detta fornminne      |
| Ardre 39:2                           | Stensättning                     |              | Ardre, Gotland      |       | 57.367142, 18.731687 | 10089700390002 | Ladda upp en bild av detta fornminne      |
| Ardre 39:3                           | Stensättning                     |              | Ardre, Gotland      |       | 57.367272, 18.731272 | 10089700390003 | Ladda upp en bild av detta fornminne      |
| Ardre 41:1                           | Stensättning                     |              | Ardre, Gotland      |       | 57.365231, 18.731642 | 10089700410001 | Ladda upp en bild av detta fornminne      |
| Ardre 41:2                           | Stensättning                     |              | Ardre, Gotland      |       | 57.365166, 18.731536 | 10089700410002 | Ladda upp en bild av detta fornminne      |
| Ardre 42:1                           | Stensättning                     |              | Ardre, Gotland      |       | 57.368277, 18.720424 | 10089700420001 | Ladda upp en bild av detta fornminne      |
| Ardre 42:2                           | Stensättning                     |              | Ardre, Gotland      |       | 57.368281, 18.720634 | 10089700420002 | Ladda upp en bild av detta fornminne      |
| Ardre 44:1                           | Husgrund, förhistorisk/medeltida |              | Ardre, Gotland      |       | 57.362187, 18.723537 | 10089700440001 | Ladda upp en bild av detta fornminne      |
| Ardre 44:2                           | Stensättning                     |              | Ardre, Gotland      |       | 57.362425, 18.723314 | 10089700440002 | Ladda upp en bild av detta fornminne      |
| Ardre 47:1                           | Husgrund, förhistorisk/medeltida |              | Ardre, Gotland      |       | 57.356536, 18.728503 | 10089700470001 | Ladda upp en bild av detta fornminne      |
| Ardre 48:1                           | Gravfält                         |              | Ardre, Gotland      |       | 57.354984, 18.721836 | 10089700480001 | Ladda upp en bild av detta fornminne      |
| Ardre 49:1                           | Stensättning                     |              | Ardre, Gotland      |       | 57.355080, 18.716519 | 10089700490001 | Ladda upp en bild av detta fornminne      |
| Ardre 53:1                           | Stensättning                     |              | Ardre, Gotland      |       | 57.348568, 18.735771 | 10089700530001 | Ladda upp en bild av detta fornminne      |
| Ardre 54:1                           | Stensättning                     |              | Ardre, Gotland      |       | 57.349277, 18.717570 | 10089700540001 | Ladda upp en bild av detta fornminne      |
| Ardre 55:1                           | Grav markerad av sten/block      |              | Ardre, Gotland      |       | 57.361477, 18.739622 | 10089700550001 | Ladda upp en bild av detta fornminne      |
| Ardre 56:1                           | Hög                              |              | Ardre, Gotland      |       | 57.348008, 18.718701 | 10089700560001 | Ladda upp en bild av detta fornminne      |
| Ardre 57:1                           | Stensättning                     |              | Ardre, Gotland      |       | 57.393803, 18.690656 | 10089700570001 | Ladda upp en bild av detta fornminne      |
| Ardre 58:2                           | Röse                             |              | Ardre, Gotland      |       | 57.396523, 18.687788 | 10089700580002 | Ladda upp en bild av detta fornminne      |
| Ardre 58:3                           | Stensättning                     |              | Ardre, Gotland      |       | 57.396754, 18.687838 | 10089700580003 | Ladda upp en bild av detta fornminne      |
| Ardre 58:4                           | Stensättning                     |              | Ardre, Gotland      |       | 57.396593, 18.687534 | 10089700580004 | Ladda upp en bild av detta fornminne      |
| Ardre 59:1                           | Stensättning                     |              | Ardre, Gotland      |       | 57.394913, 18.705113 | 10089700590001 | Ladda upp en bild av detta fornminne      |
| Ardre 59:2                           | Stensättning                     |              | Ardre, Gotland      |       | 57.394999, 18.705107 | 10089700590002 | Ladda upp en bild av detta fornminne      |
| Ardre 60:2                           | Stensättning                     |              | Ardre, Gotland      |       | 57.388858, 18.710084 | 10089700600002 | Ladda upp en bild av detta fornminne      |
| Ardre 60:3                           | Stensättning                     |              | Ardre, Gotland      |       | 57.388748, 18.709816 | 10089700600003 | Ladda upp en bild av detta fornminne      |
| Ardre 60:4                           | Stensättning                     |              | Ardre, Gotland      |       | 57.388662, 18.710087 | 10089700600004 | Ladda upp en bild av detta fornminne      |
| Ardre 61:2                           | Stensättning                     |              | Ardre, Gotland      |       | 57.389072, 18.709046 | 10089700610002 | Ladda upp en bild av detta fornminne      |
| Ardre 61:3                           | Stensättning                     |              | Ardre, Gotland      |       | 57.389049, 18.708872 | 10089700610003 | Ladda upp en bild av detta fornminne      |
| Ardre 61:4                           | Stensättning                     |              | Ardre, Gotland      |       | 57.389049, 18.708872 | 10089700610004 | Ladda upp en bild av detta fornminne      |
| Ardre 64:1                           | Hällristning                     |              | Ardre, Gotland      |       | 57.380869, 18.703382 | 11100000000354 | Ladda upp en bild av detta fornminne      |
| Ardre 65:1                           | Röse                             |              | Ardre, Gotland      |       | 57.391200, 18.703783 | 10089700650001 | Ladda upp en bild av detta fornminne      |
| Ardre 65:2                           | Stensättning                     |              | Ardre, Gotland      |       | 57.391238, 18.703943 | 10089700650002 | Ladda upp en bild av detta fornminne      |
| Ardre 65:3                           | Stensättning                     |              | Ardre, Gotland      |       | 57.391165, 18.703632 | 10089700650003 | Ladda upp en bild av detta fornminne      |
| Ardre 65:4                           | Stensättning                     |              | Ardre, Gotland      |       | 57.391108, 18.703671 | 10089700650004 | Ladda upp en bild av detta fornminne      |
| Ardre 66:1                           | Stensättning                     |              | Ardre, Gotland      |       | 57.391876, 18.703645 | 10089700660001 | Ladda upp en bild av detta fornminne      |
| Ardre 66:2                           | Stensättning                     |              | Ardre, Gotland      |       | 57.391817, 18.703780 | 10089700660002 | Ladda upp en bild av detta fornminne      |
| Ardre 66:3                           | Stensättning                     |              | Ardre, Gotland      |       | 57.391833, 18.703877 | 10089700660003 | Ladda upp en bild av detta fornminne      |
| Ardre 67:1                           | Stensättning                     |              | Ardre, Gotland      |       | 57.404194, 18.699713 | 10089700670001 | Ladda upp en bild av detta fornminne      |
| Ardre 68:1                           | Stensättning                     |              | Ardre, Gotland      |       | 57.404880, 18.700850 | 10089700680001 | Ladda upp en bild av detta fornminne      |
| Ardre 68:2                           | Stensättning                     |              | Ardre, Gotland      |       | 57.404850, 18.701066 | 10089700680002 | Ladda upp en bild av detta fornminne      |
| Ardre 70:1                           | Stensättning                     |              | Ardre, Gotland      |       | 57.385042, 18.707798 | 10089700700001 | Ladda upp en bild av detta fornminne      |
| Ardre 71:1                           | Stensättning                     |              | Ardre, Gotland      |       | 57.386223, 18.709913 | 10089700710001 | Ladda upp en bild av detta fornminne      |
| Ardre 74:1                           | Stensättning                     |              | Ardre, Gotland      |       | 57.384590, 18.703286 | 10089700740001 | Ladda upp en bild av detta fornminne      |
| Ardre 75:1                           | Röse                             |              | Ardre, Gotland      |       | 57.385464, 18.703264 | 10089700750001 | Ladda upp en bild av detta fornminne      |
| Ardre 75:2                           | Röse                             |              | Ardre, Gotland      |       | 57.385352, 18.703323 | 10089700750002 | Ladda upp en bild av detta fornminne      |
| Ardre 77:1                           | Grav markerad av sten/block      |              | Ardre, Gotland      |       | 57.391293, 18.714604 | 10089700770001 | Ladda upp en bild av detta fornminne      |
| Ardre 79:1                           | Hällristning                     |              | Ardre, Gotland      |       | 57.381453, 18.703100 | 11100000000482 | Ladda upp en bild av detta fornminne      |
| Ardre 87:1                           | Stensättning                     |              | Ardre, Gotland      |       | 57.380398, 18.696792 | 10089700870001 | Ladda upp en bild av detta fornminne      |
| Ardre 87:2                           | Stensättning                     |              | Ardre, Gotland      |       | 57.380446, 18.697058 | 10089700870002 | Ladda upp en bild av detta fornminne      |
| Ardre 87:3                           | Stensättning                     |              | Ardre, Gotland      |       | 57.380466, 18.697211 | 10089700870003 | Ladda upp en bild av detta fornminne      |
| Ardre 90:3                           | Husgrund, historisk tid          |              | Ardre, Gotland      |       | 57.378540, 18.694247 | 10089700900003 | Ladda upp en bild av detta fornminne      |
| Ardre 92:1                           | Stensättning                     |              | Ardre, Gotland      |       | 57.383759, 18.692123 | 10089700920001 | Ladda upp en bild av detta fornminne      |
| Ardre 94:1                           | Stensättning                     |              | Ardre, Gotland      |       | 57.381872, 18.683583 | 10089700940001 | Ladda upp en bild av detta fornminne      |
| Ardre 98:1                           | Stensättning                     |              | Ardre, Gotland      |       | 57.378446, 18.678208 | 10089700980001 | Ladda upp en bild av detta fornminne      |
| Ardre 104:1                          | Stensättning                     |              | Ardre, Gotland      |       | 57.383109, 18.662779 | 10089701040001 | Ladda upp en bild av detta fornminne      |
| Ardre 104:2                          | Stensättning                     |              | Ardre, Gotland      |       | 57.383013, 18.662890 | 10089701040002 | Ladda upp en bild av detta fornminne      |
| Ardre 115:1                          | Stensättning                     |              | Ardre, Gotland      |       | 57.361525, 18.682527 | 10089701150001 | Ladda upp en bild av detta fornminne      |
| Ardre 115:2                          | Stensättning                     |              | Ardre, Gotland      |       | 57.361492, 18.682777 | 10089701150002 | Ladda upp en bild av detta fornminne      |
| Ardre 117:1                          | Stensättning                     |              | Ardre, Gotland      |       | 57.360237, 18.675174 | 10089701170001 | Ladda upp en bild av detta fornminne      |
| Ardre 117:2                          | Stensättning                     |              | Ardre, Gotland      |       | 57.360313, 18.675156 | 10089701170002 | Ladda upp en bild av detta fornminne      |
| Ardre 119:1                          | Stensättning                     |              | Ardre, Gotland      |       | 57.371476, 18.661289 | 10089701190001 | Ladda upp en bild av detta fornminne      |
| Ardre 131:1                          | Grav markerad av sten/block      |              | Ardre, Gotland      |       | 57.372583, 18.713097 | 10089701310001 | Ladda upp en bild av detta fornminne      |
| Ardre 132:1                          | Stensättning                     |              | Ardre, Gotland      |       | 57.355078, 18.711909 | 10089701320001 | Ladda upp en bild av detta fornminne      |
| Ardre 135:1                          | Hällristning                     |              | Ardre, Gotland      |       | 57.374511, 18.696012 | 11100000000483 | Ladda upp en bild av detta fornminne      |
| Ardre 138:1                          | Hällristning                     |              | Ardre, Gotland      |       | 57.323983, 18.713177 | 11100000000484 | Ladda upp en bild av detta fornminne      |
| Ardre 138:2                          | Hällristning                     |              | Ardre, Gotland      |       | 57.323983, 18.713177 | 11100000000485 | Ladda upp en bild av detta fornminne      |